# 阿尔内
阿尔内（法語：Arné，法語發音：[aʁne]）是法国上比利牛斯省的一个市镇，属于塔布区。

## 地理
阿尔内（43°11'9"N, 0°30'19"E）面积8.34 平方千米，位于法国奧克西塔尼大區上比利牛斯省，该省份为法国西南部内陆省份，北至热尔省，西接大西洋比利牛斯省，南与西班牙接壤，东临上加龙省。
与阿尔内接壤的市镇（或旧市镇、城区）包括：蒙莱翁马尼奥阿克、蒙隆、雷若蒙、于格拉、布德拉克。

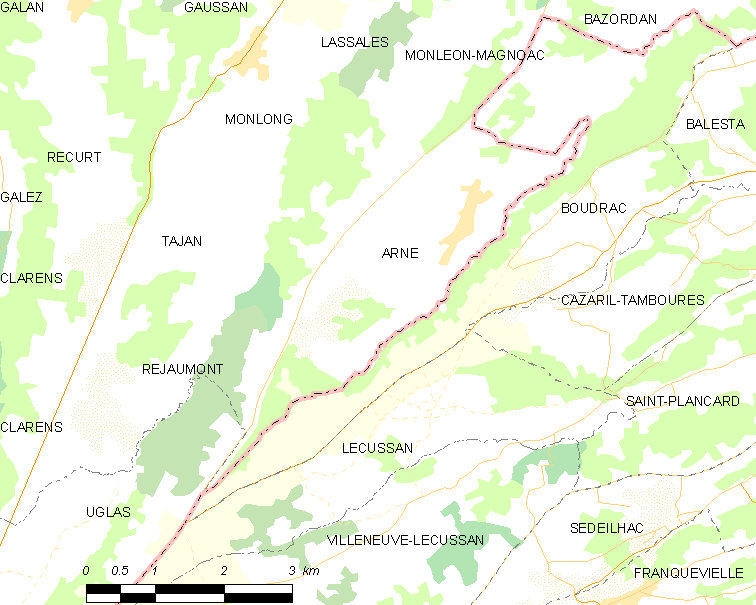
阿尔内的OSM定位图

阿尔内的时区为UTC+01:00、UTC+02:00（夏令时）。

## 行政
阿尔内的邮政编码为65670，INSEE市镇编码为65028。

## 政治
阿尔内所属的省级选区为巴鲁斯谷县。

## 人口

1962-2008年间阿尔内人口变化图示

阿尔内于2022年1月1日时的人口数量为182人。